# Konklave 1404
Das Konklave von 1404 tagte nach dem Tod Papst Bonifatius’ IX. (1389–1404) am 1. Oktober 1404. Es begann am 10. Oktober. Am 17. Oktober 1404 wurde schließlich Cosma dei Migliorati zum neuen Papst gewählt. Er amtierte unter dem Namen Innozenz VII.

## Hintergrund
Zum Zeitpunkt des Konklaves beherrschte das Große Abendländische Schisma die Kirche, es amtierten zwei Päpste gleichzeitig: Bonifatius IX. in Rom und Benedikt (XIII.) in Avignon. Beide beanspruchten jeweils für sich, das rechtmäßige Oberhaupt der Christenheit zu sein.

## Die Wahl Innozenz’ VII.
Papst Bonifatius IX. starb am 1. Oktober 1404. An diesem Tag gab es zwölf Kardinäle in der Römischen Obedienz, von denen neun am Konklave teilnahmen.
Mehrere Kirchenmänner und Laien drängten „römische“ Kardinäle, keinen Nachfolger für Bonifatius IX. zu wählen und stattdessen Benedikt XIII., den in Avignon residierenden Papst, anzuerkennen (oder zumindest auf seinen Tod zu warten und dann zusammen mit seinen Anhängern den neuen Papst zu wählen). Unter den Unterstützern dieser Position war Kardinalprotodiakon Ludovico Fieschi, der nicht an Konklave teilnahm und später das Ergebnis nicht anerkannte.
Stattdessen traten neun Kardinäle, die in Rom anwesend waren, am 10. Oktober in das Konklave ein. Zu Beginn unterzeichneten sie eine Wahlkapitulation, mit der sie den gewählten Papst verpflichten wollten, alles Mögliche (einschließlich der Abdankung) zu tun, um die Einheit der Kirche wiederherzustellen. Nach sieben Tagen der Beratungen wurde Kardinal Cosimo Gentile Migliorati einstimmig zum Papst gewählt, der den Namen Innozenz VII. annahm. Fünf Tage später verließ Kardinal Fieschi offiziell die Römische Obedienz und erkannte Benedikt XIII. als Papst an, so dass die Papstkrönung am 11. November vom neuen Protodiakon Landolfo Maramaldo vorgenommen wurde.

### Teilnehmer
- Angelo Acciaoli, Kardinalbischof von Ostia-Velletri
- Francesco Carbone, Kardinalbischof von Sabina
- Angelo d’Anna de Sommariva, Kardinalpriester von S. Pudenziana
- Enrico Minutoli, Erzbischof von Neapel, Kardinalpriester von S. Anastasia
- Cosma Migliorati, Erzbischof von Ravenna (zu Papst Innozenz VII. gewählt)
- Cristoforo Maroni, Kardinalpriester von S. Ciriaco
- Antonio Caetani
- Landolfo Maramaldo, Kardinaldiakon von S. Niccolò in Carcere
- Rinaldo Brancacci

### Abwesende Kardinäle
- Bálint Alsáni, Kardinalpriester von Ss. Quattro Coronati
- Ludovico Fieschi
- Baldassare Cossa, Kardinaldiakon von S. Eustachio